# Sgraffito

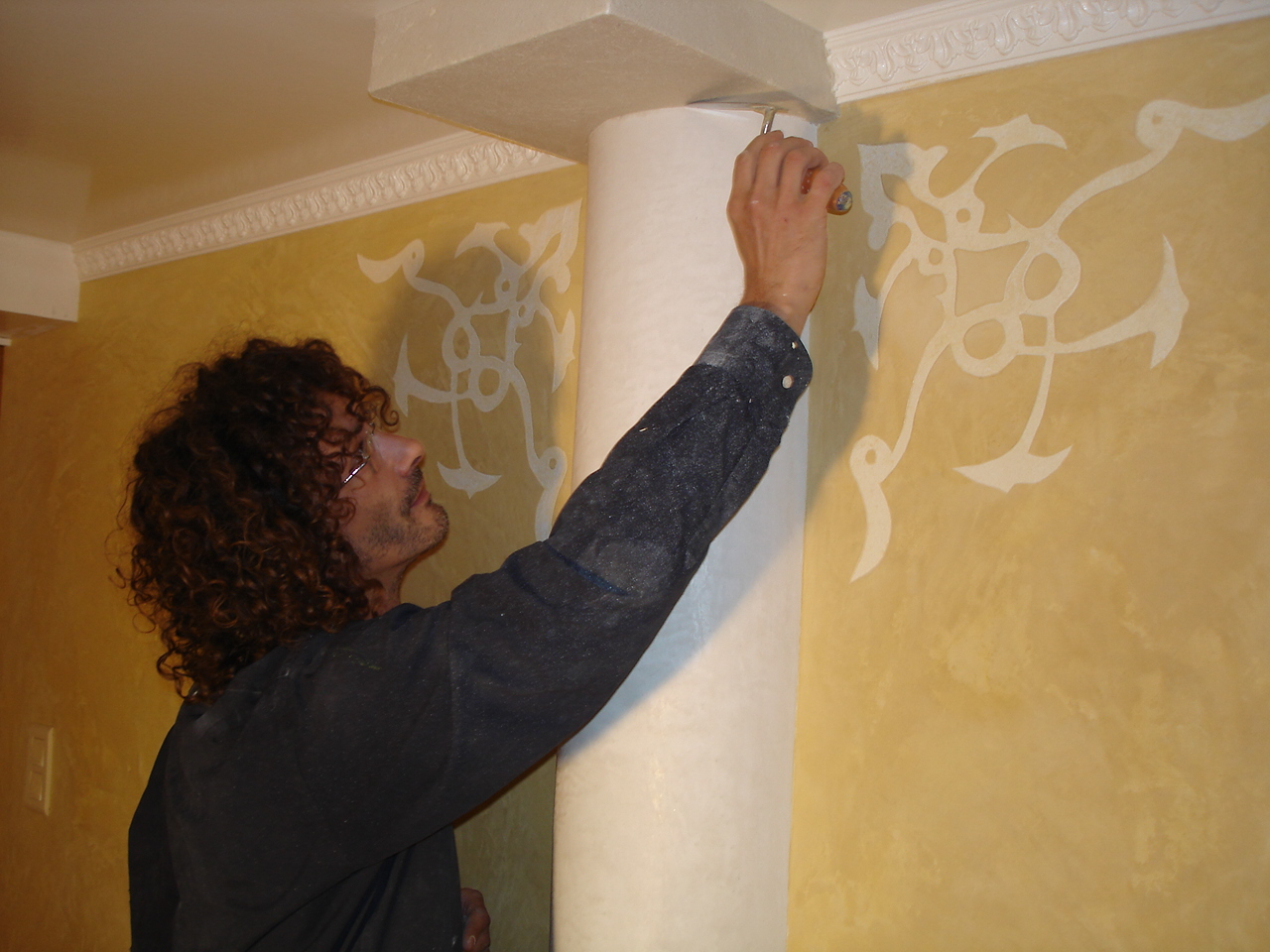
Stukkó, sgraffito, Stéphane Baron

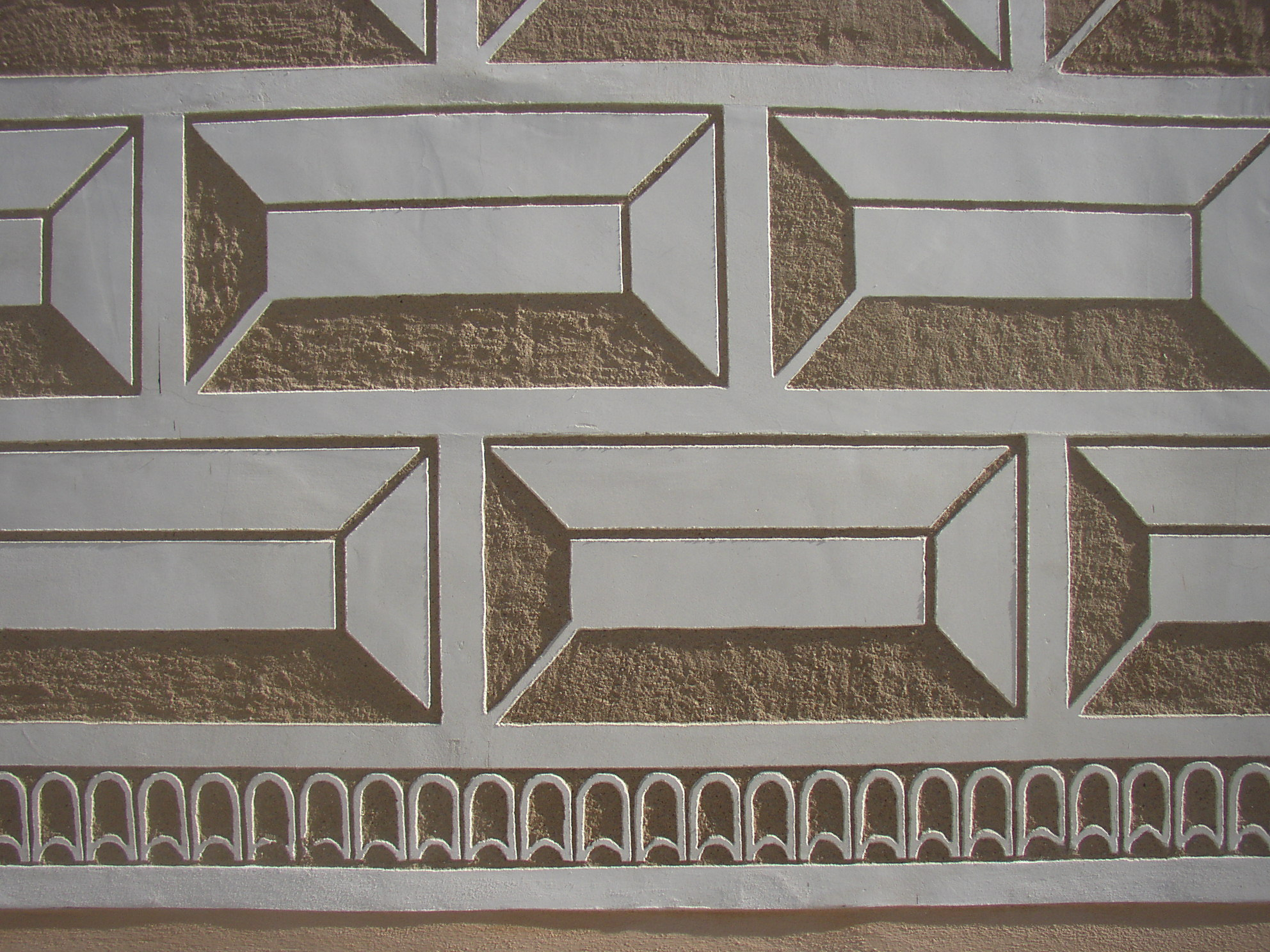
Sgraffito két rétege, Březnice Chateau, Csehország

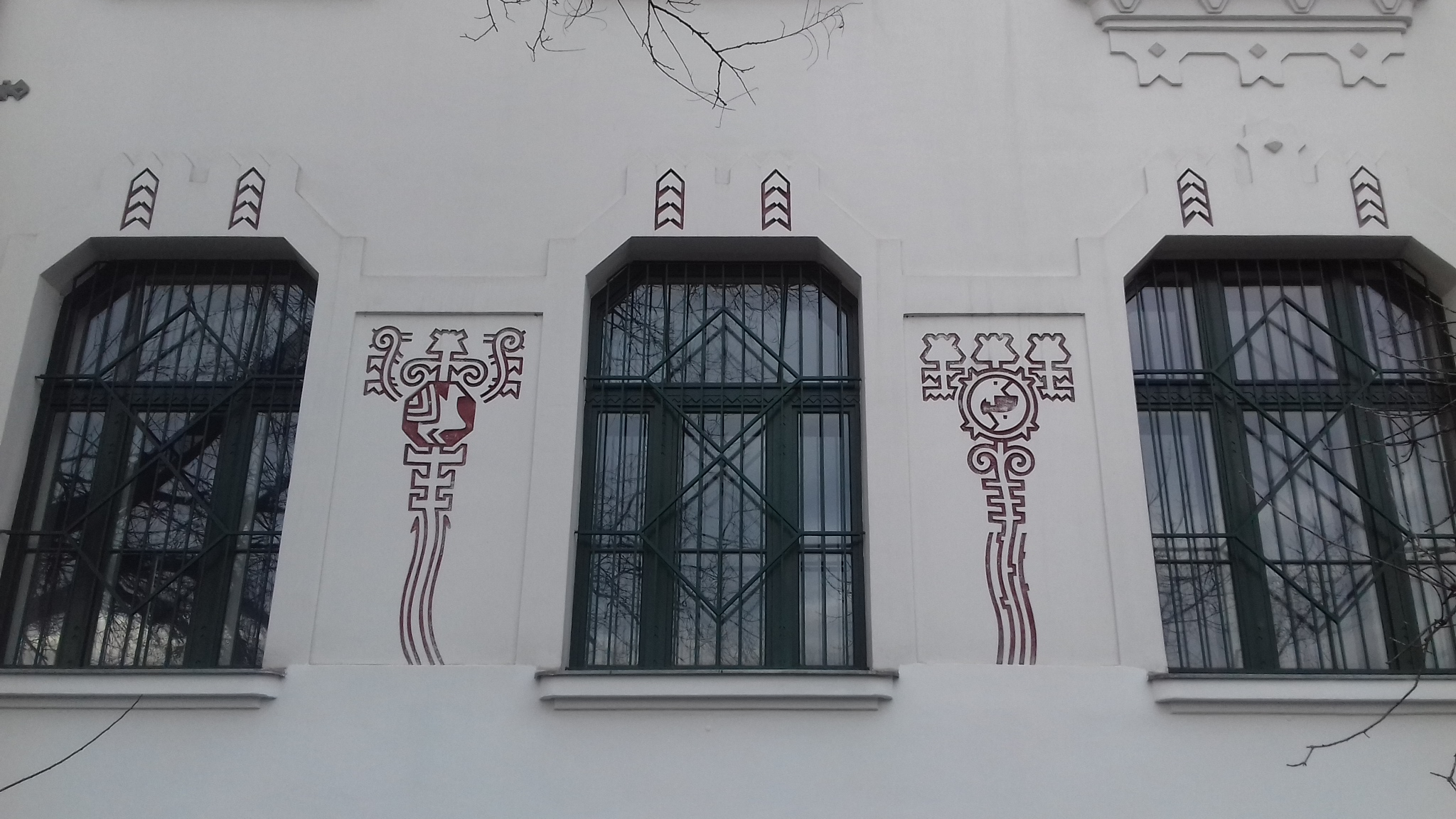
Sgraffito a Tündérpalota homlokzatán

A sgraffito (graffito) díszítő eljárás, melyben egymásra felvitt különböző színű festékek vagy vakolatok felső rétegét precízen visszakaparják, kikarcolják, ami által előtűnik a mélyebben fekvő réteg színe.

## Leírása
Előfordul a kerámiában (graffiato) és az építészeti díszítésben, ahol a sötét alapon a világos vakolat-bekarcolás hatásos és tartós díszt ad.
Magyarországon fontos szerepet játszott pl. az ún. felső-magyarországi késő reneszánsz stílusban. Szép példái a fricsi várkastély (volt Berthóthy-kastély) Fricsben (Fričovce) és Lőcsén (Levoča) a Thurzó-ház. A fricsi várkastély építését 1623-ban kezdték, 1630-ban fejezték be. Építette Bertóthy Bálint, az Aba nemzetségből származó előkelő sárosi földesúr. Építője Sorger Mihály, kassai építőmester, a vár sgraffitói Vaxmann Márton eperjesi mester munkái. A Thurzó-ház lakóháznak épült eredetileg a 17. században, ma is őrzi reneszánsz sgraffitókkal díszített homlokzatát és pártakoronáját. A pártakoronázás gyakori külön díszítő eleme a sgraffito. A képeken bemutatott fricsi várkastély és lőcsei Thurzó-ház is jellegzetesen pártakoronás. Ezen épületek attikafallal vannak megmagasítva, kis összekapcsolt ormokban fejeződnek be, mintegy pártadíszt alkotva, megkoronázva az épületeket, (a pártakoronázás már az asszír építészetben is előfordult, majd az arab és a római építészet idejétől terjedt el, nagyon ismert példái, amelyek napjainkban is jó állapotban vannak, a velencei Dózsepalota, vagy a krakkói posztócsarnok, ez utóbbiak pártakoronáit azonban reliefek díszítik, s nem sgraffitók).

## Magyarországi előfordulások
- Budapesten az Andrássy út 88–90. (volt MÁV nyugdíjintézeti bérház a Kodály köröndön) kimagasló példája a sgrafittós díszítésnek, emiatt sgrafittós háznak is nevezik.
- A Tündérpalota homlokzatán sgrafittós díszítések láthatók.
- Kőszegen a Jurisics tér 7. szám alatti reneszánsz lakóház homlokzatát díszíti nagy felületen sgrafittó.[3]

## Galéria

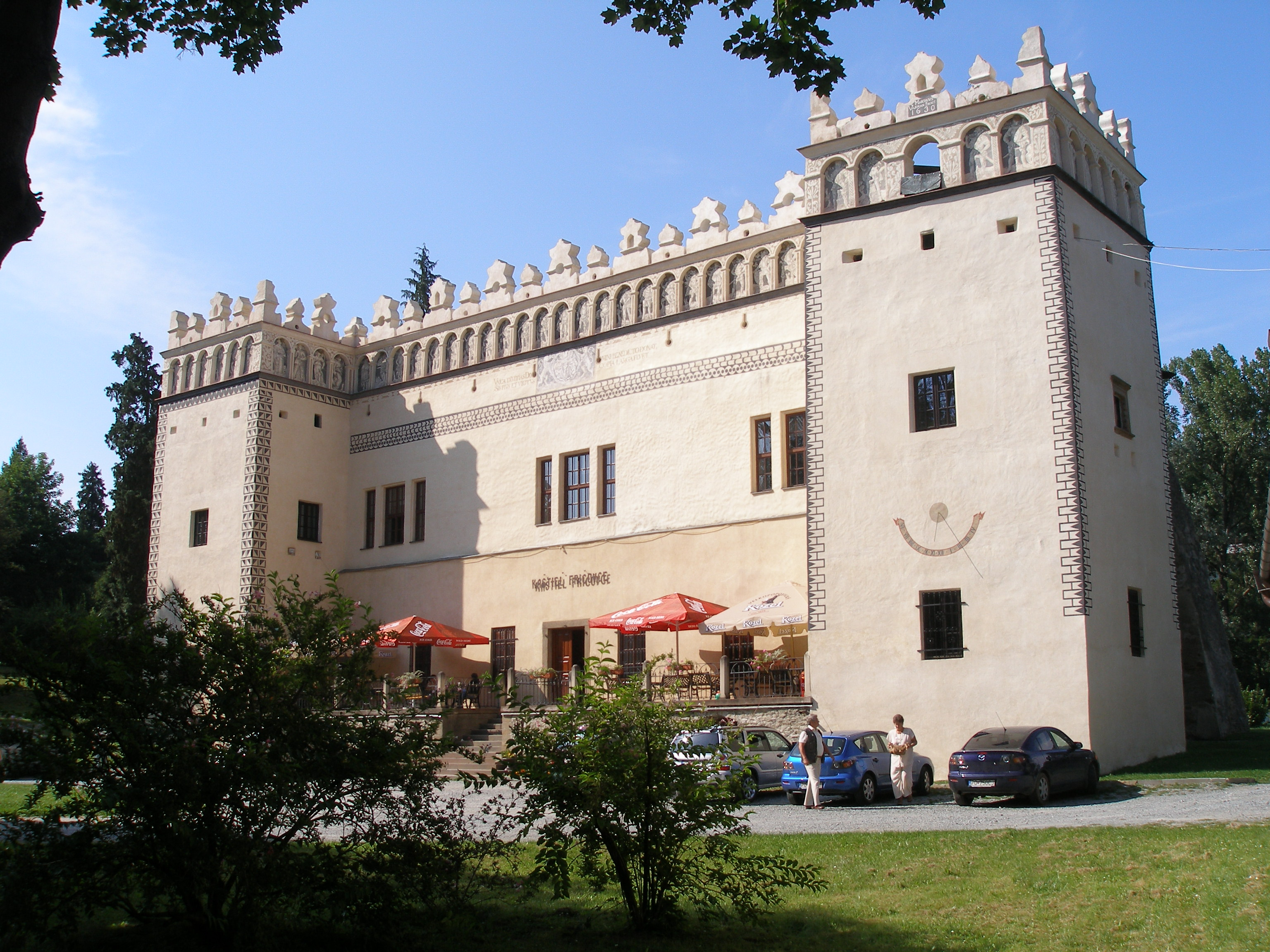
A fricsi várkastély (1630)
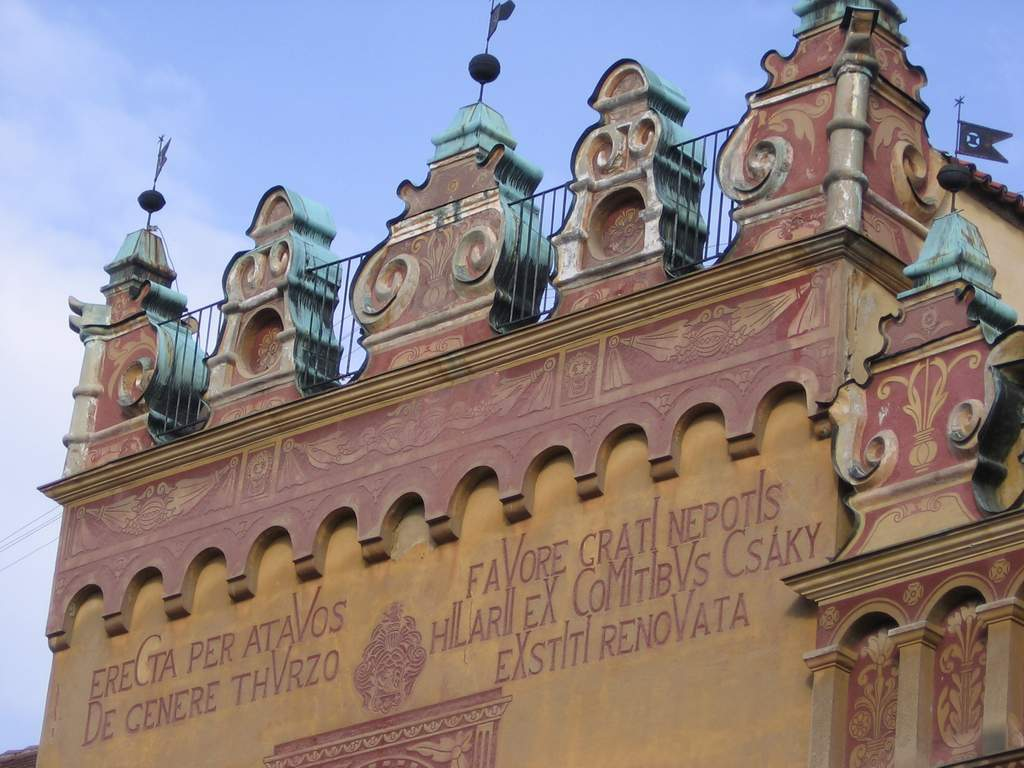
A lőcsei Thurzó-ház sgraffitói (17. század)
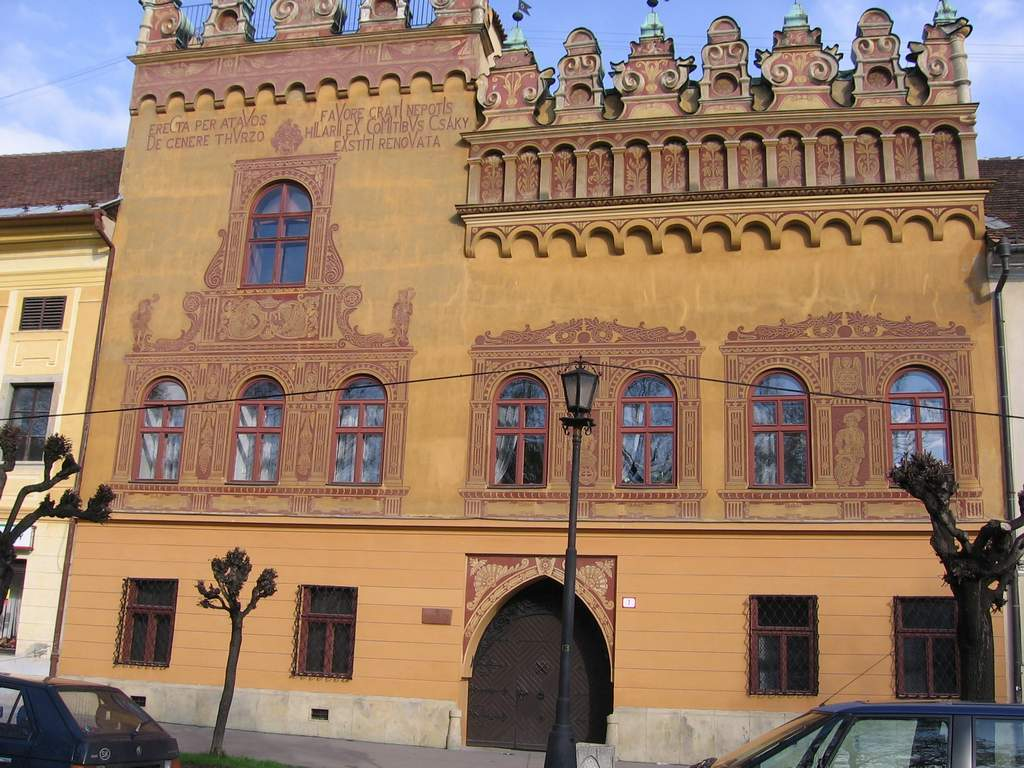
A lőcsei Thurzó-ház sgraffitói
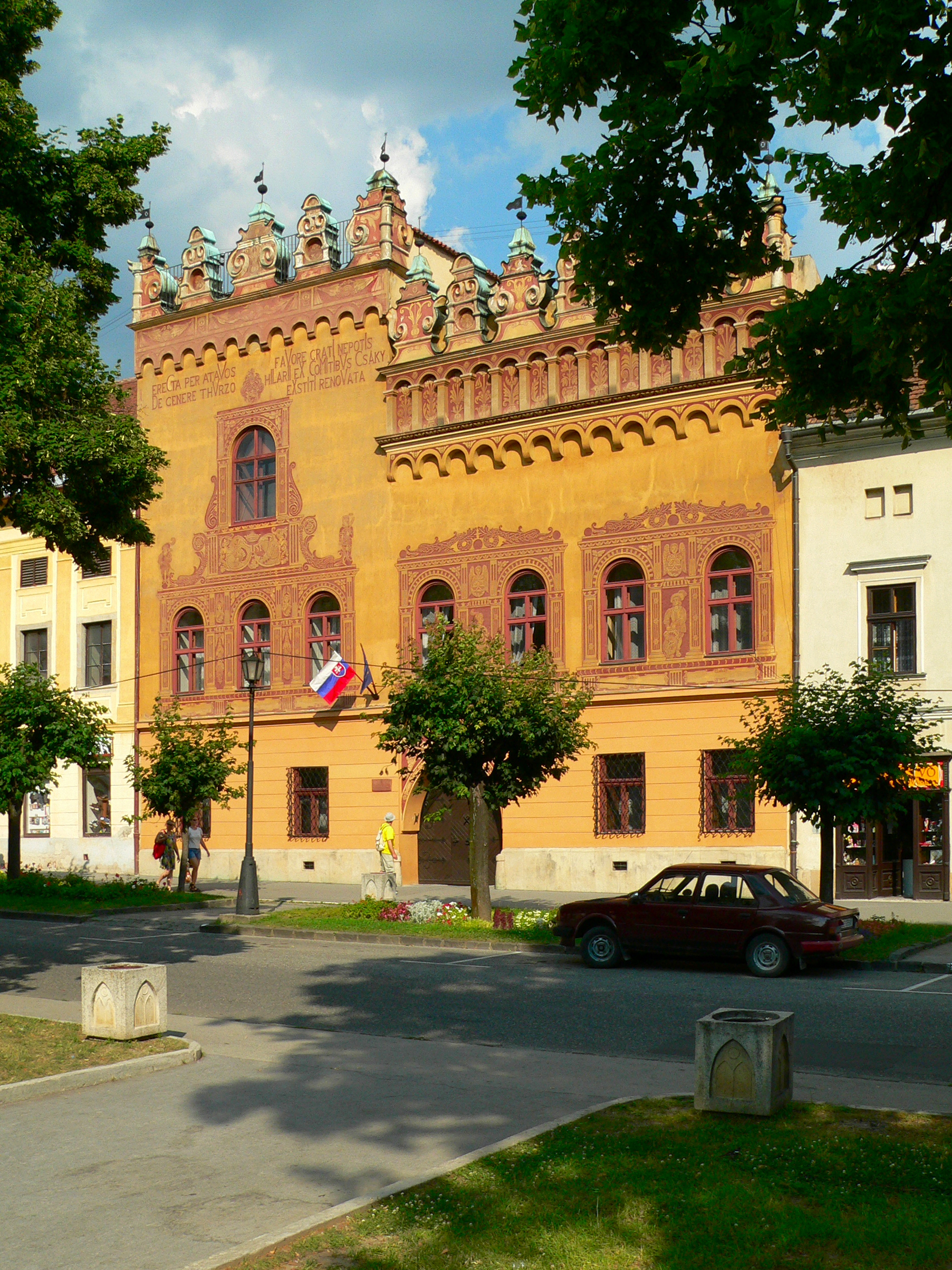
A lőcsei Thurzó-ház

## Források

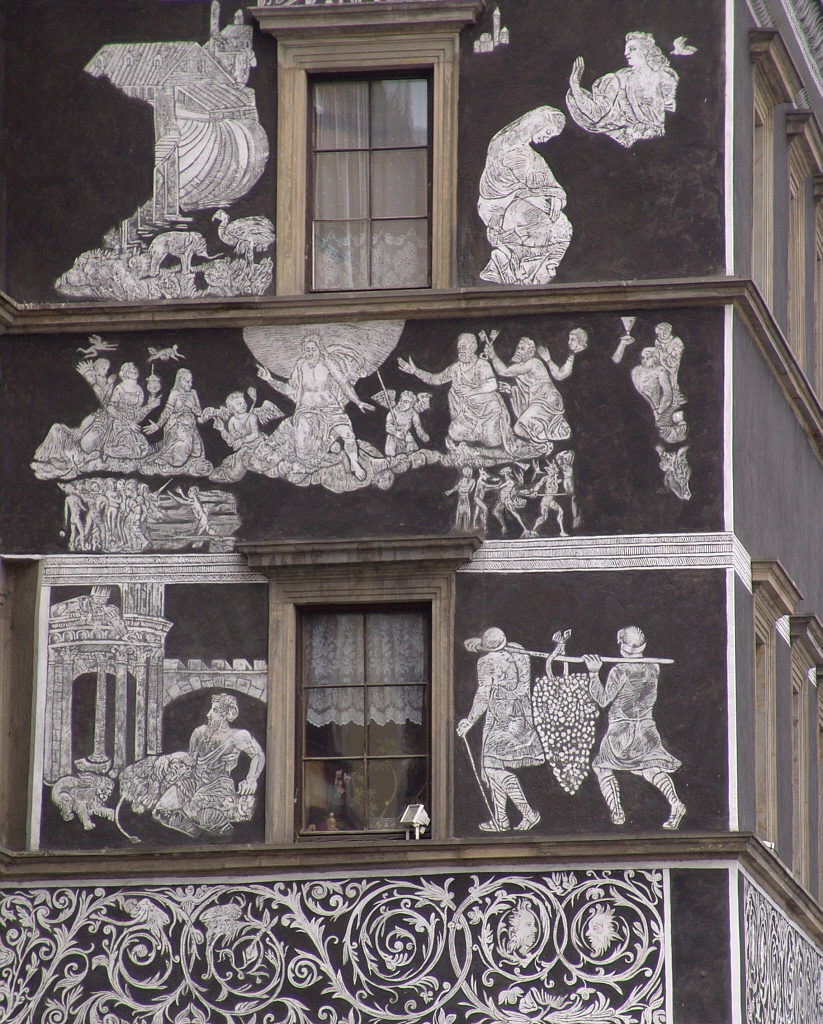
Sgraffito házon (Litoměřice egyik terén, Csehország, 1560)